# Rosalvo Bobo
Pierre François Joseph Benoit Rosalvo Bobo dit Rosalvo Bobo (1874-1929), personnalité politique haïtienne et chef révolutionnaire d'Haïti, né au Cap-Haïtien.

## Biographie
Le docteur Rosalvo Bobo, médecin de formation, joua un rôle de premier plan dans les affaires haïtiennes, jusqu'à l'occupation américaine de 1915.
Le 14 octobre 1914 : Rosalvo Bobo attaque la prison du cap pour libérer les rebelles qui y étaient détenus. L'assaut est repoussé, et Rosalvo Bobo se réfugie au consulat allemand.
Le 18 octobre 1914 : A court de fonds, le ministre de l'Intérieur, Charles Zamor, évacue le cap, pendant que son frère, le président Oreste Zamor mène ses troupes vers Port-au-Prince.
Le 19 octobre 1914 : Oreste Zamor ayant laissé le Cap, Rosalvo Bobo sort du consulat allemand et se proclame chef civil de la révolution. Joseph Davilmar Théodore est proclamé président et nomme Rosalvo Bobo, ministre de l'intérieur. Mais le gouvernement de Davildar Théodore est contraint de démissionner début de l'année 1915 en raison des pressions américaines. Jean Vilbrun Guillaume Sam devient président de la République haïtienne.
Au moment du débarquement des marines, il était le chef reconnu de la révolution qui venait de renverser le gouvernement du président Sam. Il était le favori dans la course à la présidence. Mais l'amiral américain William Caperton, chef des troupes d'occupation, l'écarta comme ennemi des États-Unis, au profit du sénateur Philippe Sudre Dartiguenave. Sous l'occupation américaine, il a dit « Je préfère mourir enveloppé dans mon drapeau que de servir l'étranger ».